# Sympetrum roraimae
Sympetrum roraimae är en trollsländeart som beskrevs av De Marmels 1988. Sympetrum roraimae ingår i släktet ängstrollsländor, och familjen segeltrollsländor. Inga underarter finns listade i Catalogue of Life.